# Bernhart Lachaman der Ältere
Bernhart Lachaman der Ältere (auch Bernhard Lachmann der Ältere, † 21. Mai 1517) war ein Glockengießer aus Heilbronn.

## Leben
Sein Geburtsjahr und seine Herkunft sind unbekannt. Als Geburtsort wird in der älteren Literatur verschiedentlich Esslingen genannt, jedoch gibt es dafür bislang keinen Beweis. Als möglichen Geburtszeitraum schätzt man aufgrund der bekannten biografischen Daten die 1440er Jahre. Er hat vermutlich eine Lehre bei dem Heilbronner Glockengießer Daniel Eger absolviert, der mit Lachamans Tante verheiratet war. Nach dem Tode Egers 1474 führte die Witwe Eger die Glockengießerei mit Lachaman fort. Von 1474 bis 1477 wurden die Witwe Eger und Lachaman gemeinsam besteuert. Spätestens ab 1479/80 führte Lachaman die Glockengießerei alleine. Seine älteste signierte Glocke war die beim Luftangriff vom 4. Dezember 1944 zerstörte Osanna-Glocke der Heilbronner Kilianskirche von 1479. Zu den noch erhaltenen Lachaman-Glocken zählen eine Glocke von 1484 in der Kirche St. Gangolf in Schlierstadt, 2 Glocken von 1497 und 1499 in der St. Cyriakus Kirche in Mückenloch, eine weitere Glocke ebenfalls von 1499 in der evangelischen Kirche in Beinstein, eine Glocke von 1511 in der Georgskirche in Michelbach am Heuchelberg und eine Glocke von 1516 in der Evangelischen Stadtkirche in Eppingen. Weitere Glocken Lachamans sind in der Pfarrkirche St. Johannes Baptist in Eschach (bei Schwäbisch Gmünd) (1493), der St.-Vitus-Kirche in Heuchlingen (1494), St. Cyriakus in Zimmerbach (1494), St. Michael in Oberböbingen (1495), St. Stephanus in Alfdorf (1500), St. Sebastian in Schechingen (1501), St. Maria in Lautern (1512) und St. Petrus in Mögglingen (1512) überliefert.
Lachamans ortsfeste Glockengießerei befand sich vor dem Brückentor außerhalb der Heilbronner Stadtmauern, wo zwischen der heutigen Frankfurter- und Bahnhofstraße ein Weg noch lange Zeit als Glockengartengässchen bekannt war. Dort entstand eine große Zahl von meist typgleichen Glocken. Nach jüngerem Forschungsstand können über 170 Glocken aus seiner Produktion nachgewiesen werden. Auch der Guss von Büchsen ist für ihn überliefert, nahm aber nicht den Umfang der Glockengießerei ein. Er belieferte einen großen Kundenkreis in der östlichen Kurpfalz, im Südosten von Kurmainz, im Norden Württembergs, in der Markgrafschaft Ansbach, in der Fürstpropstei Ellwangen sowie in Hohenlohe, im Limpurger Land und einigen Reichsstädten, wobei sich kein geschlossenes Vertriebsgebiet ergab, da einige auch innerhalb dieser Regionen liegende Territorien wie Würzburg, Erbach, Speyer, Baden und verschiedene Teile der Kurpfalz und von Württemberg offenbar einheimische Betriebe bevorzugten. An zahlreichen Orten, in die Lachaman Glocken lieferte, kam es zu Folgeaufträgen. Aufgrund seines unternehmerischen Erfolges zählte Lachaman zu den angesehensten Männern der Stadt. Er bewohnte ein Haus am Heilbronner Marktplatz und war von 1479 bis mindestens 1495 Ratsmitglied. Sein Vermögen wurde 1514 auf 4000 Gulden geschätzt. 
Für 1493 und 1502 ist eine Gießergemeinschaft mit Heinrich Winter, genannt Meng, nachgewiesen, der ebenfalls Heilbronner Ratsherr war und 1486 im Präsenzgässlein wohnte.
Lachaman wurde im Chor der Kilianskirche beigesetzt, wo sich im späten 18. Jahrhundert noch sein Epitaph befand.
Er war in erster Ehe verheiratet mit Apollonia Hammer. Dieser Ehe entstammt der Sohn Bernhart Lachaman der Jüngere († 1523), der die Werkstatt des Vaters fortführte. In zweiter Ehe war er mit Agnes Fritz verheiratet. Aus dieser Ehe entstammen die Söhne Johannes (1491–1538), der zum bedeutenden Reformator seiner Heimatstadt wurde, sowie Jerg († 1524), der den Betrieb des jüngeren Bernhart fortführte, aber schon ein Jahr nach diesem verstarb.